# Союз-27
Союз-27 — космічний корабель (КК) серії «Союз», типу Союз 7К-Т. Серійний номер 44. Реєстраційні номери: NSSDC ID: 1978-003A; NORAD ID: 10560. 
Перший політ — відвідування станції Салют-6. Здійснено заміну епіпажу: старт з екіпажем перших відвідин ЕП-1 Джанібеков/Макаров; посадка з першим основним екіпажем (ЕО-1) Романенко/Гречко. Після заміни корабля екіпаж міг перебувати на станції довше 90 діб — гарантованого терміну роботи КК Союз.

## Екіпаж

### Стартовий
- Основний

Командир Джанібеков Володимир Олександрович
Бортінженер Макаров Олег Григорович
- Дублерний

Командир Ковальонок Володимир Васильович
Бортінженер Іванченков Олександр Сергійович
- Резервний

Командир Ляхов Володимир Афанасійович, Попов Леонід Іванович
Бортінженер Рюмін Валерій Вікторович, Лебедєв Валентин Віталійович

### Посадковий
Командир Романенко Юрій Вікторович
Бортінженер Гречко Георгій Михайлович

## Хронологія польоту
10 січня 1978 року о 12:26:00 UTC з космодрому Байконур ракетою-носієм Союз-У (11А511У) запущено КК Союз-27 з першим екіпажем відвідування (ЕП-1) Джанібеков/Макаров.
11 січня о 14:05:54 UTC КК Союз-27 пристикувався до переднього стикувального порту (ПСП) комплексу Салют-6 — Союз-26. Вперше створено комплекс з двох кораблів і станції: Союз-27 — Салют-6 — Союз-26.
Після стикування на станції перебувало чотири особи (ЕО-1 і ЕП-1): Романенко/Гречко/Джанібеков/Макаров.
16 січня о 08:08 UTC КК Союз-26 з ЕП-1 Джанібеков/Макаров відстикувався від заднього стикувального порту (ЗСП) комплексу Салют-6 — Союз-27. На станції залишився ЕО-1 Романенко/Гречко. Після заміни корабля основний екіпаж міг перебувати на станції довше 90 діб — гарантованого терміну роботи КК Союз.
16 січня об 11:24:58 UTC КК Союз-26 успішно приземлився за 265 км захід від міста Цілиноград.
20 січня о 08:24:40 UTC з космодрому Байконур ракетою-носієм Союз-У (11А511У) запущено КК Прогрес-1.
22 січня о 10:12:14 UTC КК Прогрес-1 пристикувався до ЗСП комплексу Салют-6 – Союз-27.
6 лютого о 05:54 UTC КК Прогрес-1 відстикувався від ЗСП комплексу Салют-6 – Союз-27 і 8 лютого приблизно о 02:45 UTC припинив існування.
2 березня о 15:28:10 UTC з космодрому Байконур ракетою-носієм Союз-У (11А511У) запущено КК Союз-28 з екіпажем других відвідин (ЕП-2) — першим міжнародним екіпажем: Губарєв(СРСР)/Ремек(ЧССР).
3 березня о 17:09:30 UTC КК Союз-28 пристикувався до ЗСП комплексу Салют-6 – Союз-27. Після стикування на станції перебувало чотири особи (ЕО-1 і ЕП-2): Романенко/Гречко/Губарєв/Ремек.
10 березня в 10:23:30 UTC КК Союз-28 з ЕП-2 (Губарєв/Ремек) відстикувався від ЗСП комплексу Салют-6 – Союз-27. На станції залишився ЕО-1: Романенко/Гречко.
10 березня в 13:44 UTC КК Союз-28 здійснив посадку за 135 км на північ від міста Аркалик.
16 березня в 07:58 UTC КК Союз-27 з ЕО-1 (Романенко/Гречко) відстикувався від ПСП станції Салют-6. Станція знелюдніла.
16 березня об 11:18:47 UTC КК Союз-27 здійснив посадку за 310 км на захід від міста Цілиноград.